# Gilberto Boris Brusa
Gilberto Boris Brusa (Monza, 2 aprile 1921 – Monza, 18 gennaio 2019) è stato un giornalista e scultore italiano.

## Biografia
Inizia l'attività giornalistica nel 1943 collaborando al quotidiano Il Lavoro di Genova. Dal 1949 al 1956 è corrispondente da Monza per il Corriere della Sera. Dagli anni cinquanta agli anni ottanta lavora nella Redazione del bisettimanale il Cittadino di Monza e Brianza occupandosi delle pagine della cultura e ricoprendo il ruolo di redattore capo. Dirige dal 1959 al 1975 la rivista La città di Monza edita dal Comune di Monza e collabora saltuariamente a varie altre testate, tra le quali i Quaderni della Brianza. Fa parte dell’ufficio stampa della MIA - Mostra Internazionale dell’Arredamento, che si tiene annualmente nella Villa Reale di Monza (è presente certamente dalla 24ª edizione del 1969 alla 43ª del 1988, nel cui catalogo compare come “addetto stampa artistico-culturale”).

Alla fine degli anni ottanta - da poco in pensione - realizza per il Cittadino un reportage sul "Piano Montini" per le nuove chiese presentando in una serie di articoli La storia di 25 baracche-aule di culto da trasformare in vere chiese nella nostra Diocesi. Per il 1999 è chiamato a coordinare la stesura di un volume che celebra il centenario del Cittadino e che rilegge attraverso le pagine del giornale un secolo di storia della città di Monza.

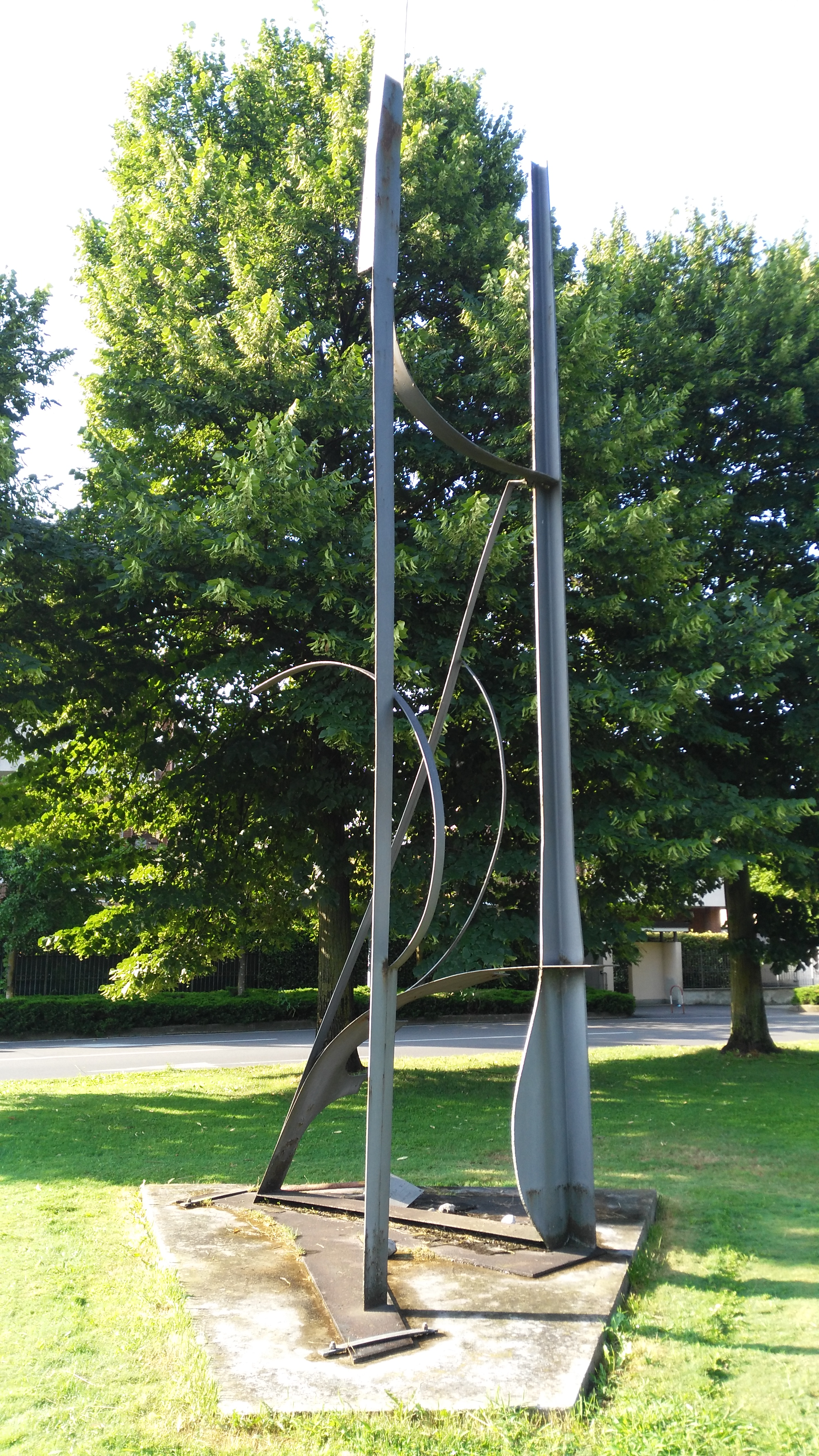
Odissea nello spazio (1975, trafilato in ferro, altezza m 6)

Nel suo percorso artistico riconosce il proprio maestro in Anselmo Bucci (1887-1955), cui è legato da amicizia negli anni del secondo dopoguerra trascorsi da Bucci a Monza. Nel 1968 presenta all’Antoniano di Bologna una Via Crucis in quattordici tavole scolpite in legno (Quadri della Passione, cm 50 x 40 x 8). L’opera, commissionata dal rettore dell’Istituto Missionario Sacro Cuore di Monza, padre Giuseppe Manzoni, è ora esposta nella Biblioteca dehoniana dei Sacerdoti del Sacro Cuore di Gesù a Bologna insieme a un Pio XI in gesso. Nell’attiguo parco sono collocate tre opere in bronzo (Crocefisso, San Paolo all’Areopago, Madonnina), frutto del medesimo periodo creativo dedicato all’arte sacra, significativamente situato negli anni che seguono il Concilio Vaticano II e dal quale scaturiscono le riflessioni pubblicate nel libro Angeli nuovi attendono in coda alla vecchia processione.
Nel 1970 è tra gli artisti invitati a esporre nel Padiglione dell’arte italiana alla Fiera internazionale di Gand (Exposition italienne présentée par la M.I.A., 12-27 settembre). Partecipa con la scultura Gruppo familiare in bronzo patinato (altezza cm 45, collezione privata).
Tra gli anni sessanta e settanta realizza diverse opere destinate all’arredo urbano: Genio dell’acqua in poliuretano espanso (1969, altezza m 3, collezione privata), esposta nella fontana all’ingresso della Villa Reale di Monza e successivamente (1978) in una mostra itinerante a Giussano, a Como e a Locarno; Cristo risorto o Resurrezione in acciaio inox (1969, altezza m 3), collocata nel cimitero urbano di Monza (tomba Giancarla Valentini in Villa, campo 4); stele in pietra beola della Val d'Ossola (1969, altezza m 2) nel cimitero urbano di Monza (tomba Emilia Casati vedova Viganò, ora nel campo 1); Odissea nello spazio (1975, trafilato in ferro, altezza m 6), esposta a Cadorago, poi collocata a Seregno dapprima in piazza Risorgimento e ora nel giardino di via Briantina angolo via Carroccio; Monumento al partigiano in ferro forgiato (1975, altezza m 3), collocata in piazza Freyrie a Eupilio; Incastri in pietra di Vicenza (1979, altezza m 2,30, Lenno, collezione privata).
Si dedica alla scultura in legno anche di grandi dimensioni utilizzando preferibilmente materiali di recupero (egli stesso scrive: «travi di vecchi, antichi casolari, affumicati di vite casalinghe [...] tolte all’uso portante di capriate e di soffittature sono riprese, con senso di rigenerazione»). Nel 1979 espone i suoi “legni” in una personale nel Chiostro dell’Abbazia di San Benedetto a Seregno. Con la Galleria Montrasio di Monza partecipa a numerose collettive e realizza due personali nel 1982 e nel 1989. In quest’ultima occasione presenta i Jouets in bronzo (fusioni a cera persa) e ottone (fusioni in staffa).
Numerose le partecipazioni e collaborazioni a iniziative culturali nella sua città e in Brianza in veste di giornalista e di artista. Espone anche come pittore e realizza opere grafiche con diverse tecniche (una piccola scelta di questa produzione è conservata nella Collezione civica del Comune di Seregno). Alcuni lavori sono realizzati o utilizzati in accompagnamento a testi poetici (Franco Cajani, Myrna Bongini, Premio letterario Brianza Inedito, Ritratti del Cireneo di Karol Wojtyla in un’edizione offerta in dono a Papa Giovanni Paolo II nel 1978). Dal 1993 al 2000 esegue su commissione quattro ritratti del patriarca Paolo Angelo Ballerini (1814-1897) che vengono collocati a Milano (Basilica di Sant'Ambrogio), Albiate (Santuario di San Fermo), Desio (Casa natale di Pio XI) e Seregno (Collegio Arcivescovile Ballerini).
Nell’attività artistica si firma per lo più “GBoris” (con monogramma GB) o “Gilboris”. Ebbe il suo studio a Monza e a Schignano Intelvi, paese di origine dei suoi avi, dove riposa nel cimitero della chiesa di Santa Maria.

## Esposizioni personali

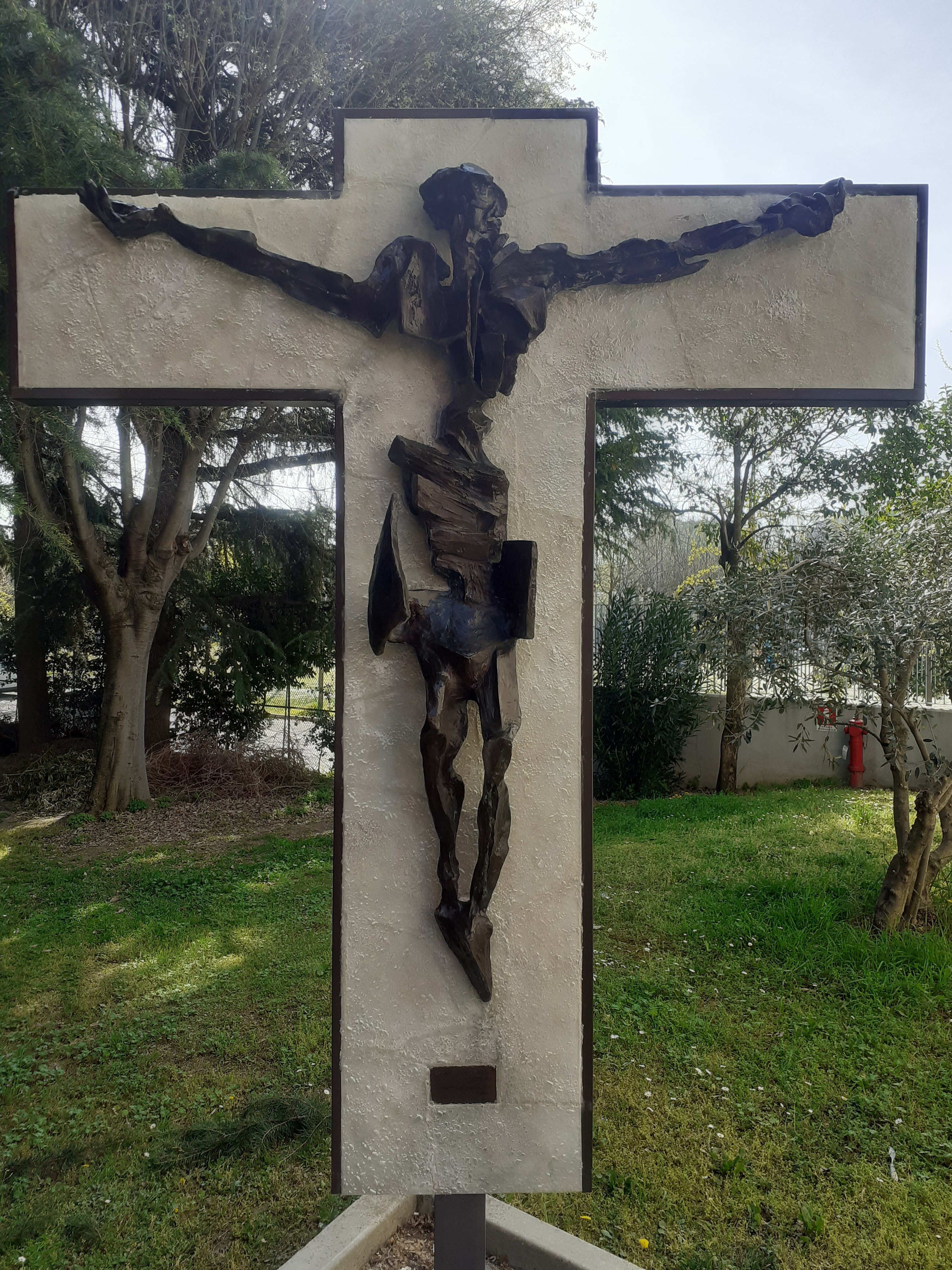
Crocefisso in bronzo (Bologna - Giardino della Biblioteca dehoniana dei Sacerdoti del S. Cuore di Gesù)

- Bologna, Antoniano, 10-25 febbraio 1968 [pieghevole con testi di Ivana Mononi, Justus Dahinden, Carmelo Cappello, Aligi Sassu].
- Verano Brianza, Centro Culturale La Filanda, 10-30 giugno 1978 [catalogo].
- Seregno, Chiostro dell’Abbazia di San Benedetto, 27 ottobre - 18 novembre 1979 [catalogo nella Collana Artisti Contemporanei diretta da Franco Cajani].
- Monza, Spazio Caprotti, 1980.
- Monza, Montrasio Arte, inaugurata il 6 marzo 1982 [catalogo con testo di Roberto Sanesi].
- Monza, Galleria Montrasio, inaugurata il 28 gennaio 1989 [catalogo con testo di Giovanni Anzani: Boris Brusa: natura come memoria presente].
- Monza, Galleria d’arte La Pesa, inaugurata il 13 novembre 1993 [catalogo con testo di Alberto Crespi: Il Teatro Scientifico-giocoso della scultura di Boris Brusa].

## Pubblicazioni (monografie)
- Angeli nuovi attendono in coda alla vecchia processione, Bologna, Edizioni Dehoniane, ©1968.
- Milano crea. L’artigianato d’arte milanese, Milano, Regalitaly, ©1991.
- Protagoniste le arti minori. Storia dell’artigianato milanese riferita al rapporto con la Brianza, Monza, Editore Ente Mostre, stampa 1995.
- La cronaca diventa storia. 100 [anni de] il Cittadino, 1899-1999, coordinamento Boris Brusa, [Monza], il Cittadino, stampa 1999.
- Vittorio Bellini, Boris Brusa, Beppe Colombo, Augusto Merati, prefazione Luigi Losa, introduzione Giuseppe Galbiati, Monza, il Cittadino, ©2002.